# Jaškul'skij rajon
Lo Jaškul'skij rajon (in russo Яшкульский район?) è un municipal'nyj rajon della Repubblica autonoma di Calmucchia, nella Russia europea. Istituito nel 1920, occupa una superficie di circa 11.769 chilometri quadrati, ha come capoluogo Jaškul' e ospita una popolazione di 15.062 abitanti.